# Xã Paw Paw, Quận Wabash, Indiana
Xã Paw Paw (tiếng Anh: Paw Paw Township) là một xã thuộc quận Wabash, tiểu bang Indiana, Hoa Kỳ. Năm 2010, dân số của xã này là 1.691 người.